# Geroncolabis
Geroncolabis – wymarły rodzaj owadów z rzędu skorków i podrzędu Neodermaptera, obejmujący dwa znane gatunki.
Pierwszy zaliczany obecnie do tego rodzaju gatunek opisany został w 1876 roku przez Samuela Hubbarda Scuddera jako Labidura tertiaria. W 1890 ten sam autor opisał drugi z gatunków, jednocześnie umieszczając oba w nowym rodzaju Labiduromma. Obu opisów dokonano na podstawie skamieniałości znalezionych w Florissant w Kolorado (Stany Zjednoczone) i pochodzących z przełomu eocenu i oligocenu. W 2010 roku Stylianos Chatzimanolis i Michael Engel dokonali rewizji rodzaju Labiduromma, wydzielając te gatunki do rodzaju Geroncolabis. Nazwa rodzajowa jest połączeniem greckich słów geras („wiekowy”), onkos („zakrzywiony”) i labis („szczypce”). Do zaliczanych doń gatunków należą:
- Geroncolabis commixtum (Scudder, 1890)
- Geroncolabis tertiaria (Scudder, 1876)

Owady te miały przedplecze o szerokości równej lub nieco większej od długości i mniejszej do nieco większej od szerokości głowy. Pokrywy (tegminy) były mniej więcej dwukrotnie dłuższe niż szerokie, o stosunkowo prostych krawędziach bocznych i tylnych. Wydłużony odwłok miał boki równoległe. Wymiary ostatniego z jego tergitów były większe niż tergitu przedostatniego. Duże i szerokie pygidium miało kształt trójkąta o tępym wierzchołku. Przekształcone w szczypce przysadki odwłokowe miały długość około ⅓ długości odwłoka. Ich ramiona były symetryczne, niepiłkowane i bezzębne, miały szerokie i prawie stykające się nasadach, a dalej silnie się zwężały ku stosunkowo wąsko spiczastym wierzchołkom, przy czym wewnętrzne krawędzie ramion były dość proste.